# Canton de Saint-Jean-le-Blanc
Le canton de Saint-Jean-le-Blanc est une circonscription électorale française située dans le département du Loiret en région Centre-Val de Loire.

## Histoire
Le canton est créé en 1982 (par le décret du 25 janvier 1982) à la suite de la partition du canton d'Olivet.
À la suite du redécoupage cantonal de 2014, les limites territoriales du canton sont remaniées. Le nombre de communes du canton passe de 3 à 9.

## Représentation

### Représentation avant 2015
| Période | Période | Identité      | Étiquette    | Qualité |
| ------- | ------- | ------------- | ------------ | --- |
| 1982    | 2015    | Antoine Carré | UDF puis UMP | Maire de Saint-Jean-le-Blanc (1977-2001) Député (1986-2007) 1er Vice-président du conseil général du Loiret, Président du groupe de la majorité départementale |

#### Résultats électoraux détaillés
- Élections cantonales de 2004 : Antoine Carré   (UMP) est élu au 2e tour avec 54,96 % des suffrages exprimés, devant Michel Bondonneau   (PS) (45,04 %). Le taux de participation est de 66,43 % (8 775 votants sur 13 210 inscrits)[4].
- Élections cantonales de 2011 : Antoine Carré (UMP) est élu au 2e tour avec 55,66 % des suffrages exprimés, devant Jean-Sébastien Herpin   (VEC) (44,34 %). Le taux de participation est de 45,42 % (6 204 votants sur 13 658 inscrits)[5].

### Représentation après 2015
| Période élective | Période élective | Mandat | Mandat   | Identité         | Nuance | Nuance | Qualité                                                                       |
| ---------------- | ---------------- | ------ | -------- | ---------------- | ------ | ------ | ----------------------------------------------------------------------------- |
| 2015             | 2021             | 2015   | 2021     | Laurence Bellais |        | DVD    | Conseillère municipale de Saint-Denis-en-Val, adjointe au maire depuis 2020   |
| 2015             | 2021             | 2015   | 2021     | Gérard Malbo     |        | LR     | Maire de Sandillon (2014-2020) Ancien conseiller général du Canton de Jargeau |
| 2021             | 2028             | 2021   | en cours | Laurence Bellais |        | DVD    | Conseillère sortante                                                          |
| 2021             | 2028             | 2021   | en cours | Gérard Malbo     |        | LR     | Conseiller sortant                                                            |

### Résultats détaillés

#### Élections de mars 2015
À l'issue du 1er tour des élections départementales de 2015, deux binômes sont en ballottage : Laurence Bellais et Gérard Malbo (Union de la Droite, 46,5 %) et Michelle Jouenne et Benoît Robert (FN, 26,16 %). Le taux de participation est de 53,64 % (10 467 votants sur 19 513 inscrits) contre 49,98 % au niveau départemental et 50,17 % au niveau national.
Au second tour, Laurence Bellais et Gérard Malbo (Union de la Droite) sont élus avec 72,08 % des suffrages exprimés et un taux de participation de 52,92 % (6 711 voix pour 10 346 votants et 19 549 inscrits).

#### Élections de juin 2021
Le premier tour des élections départementales de 2021 est marqué par un très faible taux de participation (33,26 % au niveau national). Dans le canton de Saint-Jean-le-Blanc, ce taux de participation est de 33,12 % (6 924 votants sur 20 904 inscrits) contre 32,6 % au niveau départemental. À l'issue de ce premier tour, deux binômes sont en ballottage : Laurence Bellais et Gérard Malbo (LR, 53,25 %) et Marielle Brame et Nils Bresson (PCF, 26,21 %).
Le second tour des élections est marqué une nouvelle fois par une abstention massive équivalente au premier tour. Les taux de participation sont de 34,36 % au niveau national, 32,79 % dans le département et 33,36 % dans le canton de Saint-Jean-le-Blanc. Laurence Bellais et Gérard Malbo (LR) sont élus avec 67,49 % des suffrages exprimés (4 352 voix pour 6 982 votants et 20 928 inscrits),,. 

## Composition

### Composition avant 2015

Situation du canton de Saint-Jean-le-Blanc dans le département du Loiret avant 2015.

Le canton de Saint-Jean-le-Blanc, d'une superficie de 69 km2, était composé de trois communes

| Nom                             | Code Insee | Codepostal | Superficie (km2) | Population (dernière pop. légale) | Densité (hab./km2) |
| ------------------------------- | ---------- | ---------- | ---------------- | --------------------------------- | ------------------ |
| Saint-Jean-le-Blanc (chef-lieu) | 45286      | 45650      | 7,66             | 8 099 (2012)                      | 1 057              |
| Saint-Cyr-en-Val                | 45272      | 45590      | 44,23            | 3 024 (2012)                      | 68                 |
| Saint-Denis-en-Val              | 45274      | 45560      | 17,11            | 7 149 (2012)                      | 418                |

### Composition depuis 2015
Le canton est désormais composé de neuf communes.
| Nom                                         | Code Insee | Intercommunalité   | Superficie (km2) | Population (dernière pop. légale) | Densité (hab./km2) | Modifier                                    |
| ------------------------------------------- | ---------- | ------------------ | ---------------- | --------------------------------- | ------------------ | ------------------------------------------- |
| Saint-Jean-le-Blanc (bureau centralisateur) | 45286      | Orléans Métropole  | 7,66             | 9 534 (2022)                      | 1 245              | modifier les données · modifier les données |
| Férolles                                    | 45144      | CC des Loges       | 17,05            | 1 134 (2022)                      | 67                 | modifier les données · modifier les données |
| Ouvrouer-les-Champs                         | 45241      | CC des Loges       | 10,54            | 539 (2022)                        | 51                 | modifier les données · modifier les données |
| Saint-Denis-en-Val                          | 45274      | Orléans Métropole  | 17,11            | 7 768 (2022)                      | 454                | modifier les données · modifier les données |
| Sandillon                                   | 45300      | CC des Loges       | 41,31            | 4 209 (2022)                      | 102                | modifier les données · modifier les données |
| Sigloy                                      | 45311      | CC des Loges       | 9,46             | 660 (2022)                        | 70                 | modifier les données · modifier les données |
| Tigy                                        | 45324      | CC des Loges       | 47,29            | 2 463 (2022)                      | 52                 | modifier les données · modifier les données |
| Vannes-sur-Cosson                           | 45331      | CC du Val de Sully | 35,65            | 602 (2022)                        | 17                 | modifier les données · modifier les données |
| Vienne-en-Val                               | 45335      | CC des Loges       | 35,94            | 1 965 (2022)                      | 55                 | modifier les données · modifier les données |
| Canton de Saint-Jean-le-Blanc               | 4520       |                    | 222,01           | 28 874 (2022)                     | 130                | modifier les données                        |

## Démographie

### Évolution démographique

#### Démographie avant 2015
En 2012, le canton comptait 18 272 habitants.
| 1982   | 1990   | 1999   | 2006   | 2011   | 2012   |
| ------ | ------ | ------ | ------ | ------ | ------ |
| 13 325 | 16 287 | 18 950 | 18 636 | 18 368 | 18 272 |

#### Démographie depuis 2015
En 2022, le canton comptait 28 874 habitants, en évolution de +5,68 % par rapport à 2016 (Loiret : +1,89 %, France hors Mayotte : +2,11 %).
| 2013   | 2018   | 2022   |
| ------ | ------ | ------ |
| 26 644 | 27 639 | 28 874 |

### Âge de la population
La pyramide des âges, à savoir la répartition par sexe et âge de la population, du canton de Saint-Jean-le-Blanc en 2009 ainsi que, comparativement, celle du département du Loiret la même année sont représentées avec les graphiques ci-dessous.
La population du canton comporte 49,1 % d'hommes et 50,9 % de femmes. Elle présente en 2009 une structure par grands groupes d'âge légèrement plus âgée que celle de la France métropolitaine. 
Il existe en effet 88 jeunes de moins de 20 ans pour cent personnes de plus de 60 ans, alors que pour la France l'indice de jeunesse, qui est égal à la division de la part des moins de 20 ans par la part des plus de 60 ans, est de 1,06. L'indice de jeunesse du canton est également inférieur à celui  du département (1,1) et à celui de la région (0,95).
| Hommes | Classe d’âge | Femmes |
| ------ | ------------ | ------ |
| 0,5    | 90 ans ou +  | 1,6    |
| 7,3    | 75 à 89 ans  | 9,6    |
| 17,0   | 60 à 74 ans  | 16,1   |
| 24,4   | 45 à 59 ans  | 24,0   |
| 16,4   | 30 à 44 ans  | 17,7   |
| 17,7   | 15 à 29 ans  | 15,5   |
| 16,7   | 0 à 14 ans   | 15,5   |

| Hommes | Classe d’âge | Femmes |
| ------ | ------------ | ------ |
| 0,4    | 90 ans ou +  | 1,1    |
| 6,6    | 75 à 89 ans  | 9,5    |
| 13,4   | 60 à 74 ans  | 13,9   |
| 20,1   | 45 à 59 ans  | 20,0   |
| 20,3   | 30 à 44 ans  | 19,5   |
| 19,3   | 15 à 29 ans  | 17,7   |
| 19,9   | 0 à 14 ans   | 18,2   |